# 维埃斯图里站
维埃斯图里站是叶尔加瓦-利耶帕亚铁路线上的一个火车站；车站建于1925年并于同年启用，2010年铁路方面决定停止运营该站；目前为止车站大楼作为民居留存至今；除此以外叶尔加瓦市公共汽车19路每天往返车站一次。